# Luc Turlan
 (novembre 2018).
Si vous disposez d'ouvrages ou d'articles de référence ou si vous connaissez des sites web de qualité traitant du thème abordé ici, merci de compléter l'article en donnant les références utiles à sa vérifiabilité et en les liant à la section « Notes et références ».
Luc Turlan, né le 25 octobre 1958 à Lons-le-Saunier, est un dessinateur de bandes dessinées et de livres pour la jeunesse.

## Biographie
Il passe son enfance à Valfin-sur-Valouse. Il s'installe d'abord en Seine-Maritime, puis dans la Vienne où il est nommé instituteur. 
Comme dessinateur, il débute à Rouen où après quelques essais dans la publicité, il illustre l'actualité pour un journal étudiant (Le Perroquet Bleu). Il travaille comme assistant coloriste pour les éditions Delcourt. Il dessine d'ailleurs encore[Quand ?] régulièrement des strips pour la presse quotidienne régionale. 
En 1994, il réalise un premier album-jeunesse pour elle : Saperlipopette. 
En 2002, un éditeur belge, Lipokili, publie ce projet pour enfants, Saperlipopette, destiné aux tout petits. Une suite parait sous le titre Sapristi. Puis il rencontre l'écrivain Régine Deforges pour laquelle il illustre La sorcière de Bouquinville, suivi des Mésaventures à Bouquinville, publiés aux Éditions Albin Michel. Il réalise un abécédaire pour les éditions Fleurus, L'Alphabet de l'Ecole. 
En septembre 2006, il publie le premier tome des aventures du clown Saxo, Saxo : Mandragore le Magicien aux Éditions P'tit Louis, puis en 2007 Mousse contre vents et marées chez Millefeuille. 
Une série, Les amis de la ferme est lancée chez Geste Éditions. Le héros central en est un baudet du Poitou nommé « Peluchon ». Le vingtième album de cette série parait en 2016.
En juillet 2011, Turlan abandonne définitivement son métier d'enseignant pour se consacrer à son œuvre.
Depuis septembre 2016, le Prix Luc Turlan, prix bisannuel du livre jeunesse, est décerné par la Société des auteurs du Poitou-Charentes[réf. nécessaire].

## Publications
- 2002
  - Saperlipopette, (épuisé) Éditions Lipokili.

- 2003
  - la sorcière de Bouquinville, Texte Régine Deforges, Éditions Albin Michel.

- 2005
  - Mésaventures à Bouquinville, Texte Régine Deforges, Éditions Albin Michel.
  - L'alphabet de l'école, (épuisé) Éditions Fleurus.
  - Sapristi, (épuisé) Éditions Lipokili.

- 2006
  - Saxo. Tome 1. Mandragore le magicien, Éditions P'tit Louis.
  - Tintamarre et le marché de Noël, Texte de Delphine Ratel, Éditions Millefeuille.

- 2007
  - Peluchon le baudet du Poitou, Geste Éditions.
  - Mousse contre vents et marées, Texte de Anne Ferrier, Éditions Millefeuille.
  - Cabriole, la biquette du Poitou, Geste Éditions.

- 2008
  - Dandy l'âne culotte, Geste Éditions.
  - Saxo. Tome 2. Le fantôme du muséum, Éditions P'tit Louis.
  - Crapoto et le broyé du Poitou, Geste Éditions.

- 2009
  - Le mystère de Fort Boyard, Geste Éditions.
  - BlackJack, le cul-noir du Limousin, Geste Éditions.
  - Patchwork, un anglais à la ferme, Geste Éditions.
  - Les Cagouilles. tome1, BD. Textes de Didier Quella-Guyot, Geste Éditions.

- 2010
  - Le secret des macarons, Geste Éditions.
  - La Fée Mélusine, Geste Éditions.

- 2011
  - Saxo. Tome 3. Graine de clown, Éditions P'tit Louis.
  - Crapoto à l'école, Geste Éditions.
  - Trouilles de Cagouille, Geste Éditions.
  - Le crabe et la lune, Geste Éditions.
  - Les chocottes de la hulotte, Geste Éditions.
  - Les dents du goéland, Geste Éditions.
  - Enquête sur la côte. (roman), Geste Éditions.
  - La fin des harengs. (roman), Geste Éditions.

- 2012
  - Friskette, Sauvetage sur la côte, Geste Éditions.
  - Le cochon et le savon, Geste Éditions.
  - Le petit loup bien trop doux, Geste Éditions.
  - La pêche extraordinaire, dessins de Camille Magnanon, Geste Éditions.
  - Saperlipopette (réédition), Geste Éditions.
  - Les Cagouilles. tome2, BD. Textes de Didier Quella-Guyot, Geste Éditions.
  - Un vrai pirate, dessins de Camille Magnanon, Geste Éditions.
  - Les toqués de la ferme, Geste Éditions.

- 2013
  - La porte romaine. (roman), dessins de Nicolas Le Tutour, Geste Éditions.
  - Dandy, Bébert et Terrine, Geste Éditions.
  - Crapoto et la brioche Vendéenne, Geste Éditions.
  - L'anniversaire de Crapoto, Geste Éditions.
  - Ça penche, dessins de Daniela Volpari, Éditions Marmaille et Cie.
  - La vachette coquette, Geste Éditions.
  - Le chaton grognon, Geste Éditions.

- 2014
  - Le trésor des krapirates, Geste Éditions.
  - Crapoto chez les dinosaures, Geste Editions

- 2015
  - L'aigle de la forteresse, Geste Editions.
  - Le grand tour du Poitou et des Charentes, Geste Editions.

- 2016
  - Azkar le pottok de la Rhune, Geste Editions
  - Les pt'its secrets du Bassin d'Arcachon, dessins de Véronique Hermouet, Geste Editions
  - Les pt'ites bêtes du littoral, dessins de Véronique Hermouet, Geste Editions
  - La chasse aux Galipotes, dessins de Jean-Philippe Pogut, Geste Editions
  - Compétition au poney-club, Geste Editions
  - Benèze ! Dictionnaire humoristique du Poitou et des Charentes, en collaboration avec Becherel, Geste Editions  (ISBN 978-2-367466-16-3).

- 2017
  - L'énigme du phare de Chassiron, Geste Editions
  - Les pt'its secrets des phares, dessins de Véronique Hermouet, Geste Editions
  - Les pt'its secrets des huîtres, dessins de Véronique Hermouet, Geste Editions
  - Les pt'its secrets des huîtres du Bassin d'Arcachon, dessins de Véronique Hermouet, Geste Editions